# Vilém Kryštof Hesensko-Homburský
Vilém Kryštof Hesensko-Homburský (13. listopad 1625 Ober-Rosbach – 27. srpen 1681 Echzell) byl druhý lankrabě hesensko-homburský vládnoucí v letech 1638 až 1669.

## Život
Byl třetím synem lankraběte Fridricha I. Hesensko-Homburského. Po jeho smrti v roce 1638 byl ještě nezletilý a tak se vlády v lankrabství ujala jeho matka Markéta Alžběta Leiningensko-Westerburská. Plné vlády se chopil v roce 1648.
Dne 21. dubna 1650 se v Darmstadtu oženil se Žofií Eleonorou Hesensko-Darmstadtskou. Jako věno obdržel novomanželský pár od Jiřího II., otce nevěsty, zámek Bingenheim. V roce 1669 odprodal svému mladšímu bratrovi Jiřímu Kristiánovi za 200 000 zlatých Homburg a od té doby byl znám jako lankrabě bingenheimský.
Se svou ženou měl dvanáct dětí, z čehož bylo osm synů, které však všechny přežil.
- 1.
- 2. Kristýna Vilemína (30. 6. 1653 Echzell – 16. 5. 1722 Grabow)
  - ⚭ 1671 vévoda Fridrich Meklenburský (13. 2. 1638 Schwerin – 28. 4. 1688 Grabow)
- 3. Leopold Jiří (25. 10. 1654 Echzell – 26. 2. 1675), svobodný a bezdětný
- 4. Fridrich (5. 9. 1655 – 6. 9. 1655)
- 5. Vilém (13. 8. 1656 – 4. 9. 1656)
- 6. mrtvě narozený syn (*/† 23. 6. 1657)
- 7. Karel Vilém (6. 5. 1658 – 13. 12. 1658)
- 8. Filip (20. 6. 1659 – 6. 10. 1659)
- 9. Magdalena Žofie (24. 4. 1660 – 22. 3. 1720 Braunfels)
  - ⚭ 1679 hrabě Vilém Mořic zu Solms-Braunfels (4. 4. 1651 Greifenstein – 9. 2. 1724 Braunfels)
- 10. mrtvě narozený syn (*/† 7. 6. 1661)
- 11. Fridrich Vilém (29. 11. 1662 – 5. 3. 1663)
- 12. mrtvě narozený syn (*/† 7. 10. 1663)

Při porodu dvanáctého dítěte Sofie Eleonora zemřela a tak se Vilém Kryštof 2. dubna 1665 v Lübecku podruhé oženil. Vzal si Annu Alžbětu Sasko-Lauenburskou, kterou před svatbou ani jednou nespatřil. Manželství se nevydařilo. Po neúspěšném pokusu o rozvod byla Anna Alžběta odstavena na zámek Philippseck, kde 27. května 1688 zemřela.
Lankrabě zemřel 27. srpna 1681 v Bingenheimu (dnes obec Echzell) a je pohřben na zámku Bad Homburg.